# A Northeastern Huskies kabalája

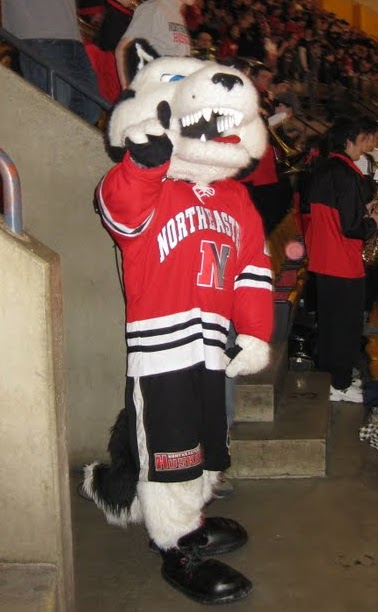
A jelmezes kabala

Paws (vagy Paws the Husky) 1927. március 4-e óta a Northeastern Huskies szibériaihusky-alakot öltő kabalája.

## Élő állatok
Az első élő kabala az 1926. március 17-én Leonhard Seppala tenyésztőnél született Husky I (vagy Husky the First) volt; az állat 1927. március 4-én érkezett az egyetemre. A Carl Ell leendő rektor által választott állatot egy egész napos utcai felvonulás keretében Frank Speare rektor mutatta be a hallgatóknak. A kutya számos sportmérkőzésen és tévéinterjúban szerepelt, emellett több kennelversenyt is megnyert. Az állat 1941. március 26-án pusztult el.
Miután King Husky VII 1989-ben elpusztult, az élő kabala hagyományát felfüggesztették, és 2005-ben, King Husky VIII érkezésével állították vissza.

## Jelmezes kabala
A jelmezes kabalát 2003 őszén mutatták be azzal a céllal, hogy a hallgatók által választott képviselőket (Mr. és Mrs. Husky) egy sportosabb, karizmatikusabb jelképpel váltsa ki.

## Mr. és Mrs. Husky
1959-ben bevezették Mr., később pedig Mrs. Husky szerepét; szerepüket a diákok által választott férfi és női hallgató tölti be.

## Más kabalák és jelképek
Mivel több élő állat is elpusztult, az egyetem vezetése 1958-ban az élő kabala hagyományának felfüggesztése mellett döntött. 1962-ben az Ell épületben huskyszobrot állítottak fel. Ugyan a műtárgyat kezdetben sok kritika érte, mára kialakult egy hagyomány, miszerint a szobor orrának megdörzsölése szerencsét hoz.

## Fordítás
- Ez a szócikk részben vagy egészben  a   Paws (Northeastern) című angol Wikipédia-szócikk ezen változatának fordításán alapul.  Az eredeti cikk szerkesztőit annak laptörténete sorolja fel. Ez a jelzés csupán a megfogalmazás eredetét és a szerzői jogokat jelzi, nem szolgál a cikkben szereplő információk forrásmegjelöléseként.